# Midland Railway classe 990
Les locomotives Classe 990 du Midland Railway sont une petite série de locomotives à vapeur de disposition d'essieux 220 « American » (4-4-0 dans la nomenclature britannique) utilisées en service voyageurs par le Midland Railway et le London, Midland and Scottish Railway. Dotées de deux cylindres à simple expansion, de roues de 6 pieds 8 ¹⁄₂ pouces (1,94 m), elles ont été développées en concurrence de la classe 1000 de système compound et avaient un effort de traction accru.
Equipées de la surchauffe en 1910-1914, elles sont retirées du service entre 1925 et 1929.

## Historique

### Origines
Vers 1900, le matériel moteur du Midland Railway comprend de nombreuses locomotives de disposition 120 et « Single Driver » (211). Les locomotives pour trains de voyageurs les plus puissantes sont les 275 locomotives de disposition 220 construites de 1876 à 1901 (classe 2). Faisant face à l'augmentation du poids des trains, le Midland fait réaliser 80 locomotives plus puissantes à foyer Belpaire en 1900-1905 (les 700-779 de la classe 3) et modernise une partie des locomotives classe 2 avec de nouvelles chaudières. En 1902, l'ingénieur en chef du Midland Samuel Waite Johnson (en) réalise les locomotives les plus puissantes et modernes de la compagnie : des machines à trois cylindres de disposition compound de Smith (en) qui seront regroupées dans la classe de puissance no 4. Alors que les autres chemins de fer britanniques font le choix de développer des locomotives à trois essieux moteurs pour ses trains de voyageurs de fort tonnage capables de circuler sur les lignes accidentées, le Midland ne jure que par les machines à deux essieux moteurs et choisit d'assembler des trains de voyageurs légers et courts quitte à multiplier les trains et recourir à la double traction sur les sections difficiles. Le relief de la plupart des lignes du Midland est fort facile mais ce n'est pas le cas de la ligne de Settle à Carlisle (en) au relief tourmenté.

### Mise au point
Alors que le Midland possède déjà une trentaine de compounds — la plupart ayant été conçues dans une version simplifiée par le nouvel ingénieur en chef Richard Deeley (en) — ce dernier planifie un nouveau modèle qui se passe du compoundage et met l'accent sur l'effort de traction avec des roues de moins de deux mètres (une première sur les locomotives du Midland). Dix sont construites en 1907-1909 par les ateliers du Midland à Derby. La chaudière est la même que sur les locomotives de la classe 1000 tout comme le tender et de nombreux éléments. En revanche, la forme rectiligne du châssis trahit la présence de roues plus petites.
Ne donnant pas pleine satisfaction, cette petite série reste sans descendance. Entre 1910 et 1913, elles reçoivent de nouvelles chaudières G9A à surchauffeur Schmidt.

### Carrière et services effectués
Elles sont notamment utilisées sur la ligne de Settle à Carlisle où la 993 se retrouve impliquée le 2 septembre 1913 dans la catastrophe d'Ais Gill (en) directement causée par les conceptions du Midland Railway en matière de locomotives. Remorquant un train de nuit Glasgow - Londres de dix voitures qui dépassait de 13,7 t limite en vigueur pour ce type de locomotive, son équipage s'était vu refuser une locomotive d'appoint, la pratique étant courante, et devait se contenter de charbon de mauvaise qualité. Forcé de s'arrêter peu avant le sommet le temps que la pression de la chaudière remonte, le train a été percuté par un express d’Édimbourg à Londres dont l'équipage distrait par des problèmes de chaudière avait franchi plusieurs signaux sans freiner. 16 passagers du train percuté ont perdu la vie dans la collision et l'incendie qui s'ensuivit.
Le Railways Grouping Act donne naissance en 1923 à quatre grandes compagnies privées nées de la fusion de sociétés plus petites. Le Midland est intégré au London, Midland and Scottish Railway qui persistera durant quelques années à employer des locomotives de taille réduite en tête des express. À ce titre, une version modifiée des compounds du Midland est commandée à 195 exemplaires livrés à partir de 1924. Les nouvelles venues sont classées dans le groupe de puissance 4P, comme les locomotives des classes 990 et 1000. La mise à la retraite de cette petite série pourtant relativement récente débute en 1925 par le retrait de la 990 puis la 994 l'année suivante.
Les autres sont renumérotées entre 801-809 en 1926. Les dernières sont radiées en 1928-1929. Aucune n'est préservée.